# Ancyroniscus bonnieri
Ancyroniscus bonnieri là một loài chân đều trong họ Cabiropidae. Loài này được Caullery & Mesnil miêu tả khoa học năm 1919.